# Justin Welby
Pour les articles homonymes, voir Welby.
Justin Portal Welby (né le 6 janvier 1956 à Londres) est un ecclésiastique et théologien anglican britannique, qui est intronisé archevêque de Cantorbéry et primat de l'Église d'Angleterre le 21 mars 2013. Il démissionne de cette fonction en novembre 2024, quand il est accusé d’avoir couvert des violences sur mineurs.

## Biographie
Ancien cadre dans l'industrie pétrolière, marié en 1979 avec Caroline Eaton et père de cinq enfants, il était le doyen de Liverpool depuis décembre 2007 avant de devenir évêque de Durham en 2011. Le 9 novembre 2012, il a été nommé par Élisabeth II comme prochain archevêque de Canterbury. Il succède à Rowan Williams en tant que primat de l'Église d'Angleterre à partir du 1er janvier 2013 et est intronisé dans la cathédrale de Canterbury le 21 mars 2013,.
Éduqué tout d'abord à l'université de Cambridge (M.A. 1990), il entame de nouvelles études après avoir quitté l'industrie pétrolière, et obtient une licence de théologie à l'université de Durham en 1992 (B.A.). Dans les années 2000, il est codirecteur du « Centre international pour la réconciliation », et travaille dans ce cadre au Nigeria, où « à plusieurs reprises il manque de peu d'être tué ».
Dans le cadre des divergences de points de vue au sein de l'Église anglicane lors de sa nomination au poste d'archevêque de Cantorbéry, il soutient (comme son prédécesseur) l'ordination des femmes. Il s'oppose au mariage homosexuel (que soutient le gouvernement conservateur de David Cameron), tout en se disant prêt à « accueillir des points de vue divergents exprimés sur le fondement d'une foi profonde ».
Membre de droit de la Chambre des lords, il se fait remarquer pour ses questions concernant l'éthique des banquiers, critiquant les prêteurs à court terme utilisant de hauts taux d'intérêt.

## Jeunesse et éducation
Justin Welby est le fils de Gavin Bernard Welby (décédé en 1977 des suites d'un alcoolisme chronique) et de sa femme, Jane Gillian, née Portal. Son grand-père paternel, Bernard Weiler, était un juif allemand, émigré et importateur de produits de luxe qui se convertit au début de la Première Guerre mondiale et changea son nom en Welby. Justin Welby n'a su ce détail qu'à l'âge adulte. Sa mère, Jane Gillian Portal, fut l'une des secrétaires de Winston Churchill. Ses parents ont divorcé en 1959 et sa mère s’est remariée avec Charles Williams en 1975. Lorsque ce dernier a été élevé à la Chambre des lords en tant que pair à vie en 1985, elle est devenue Lady Williams of Elvel. Par sa mère, Welby est le petit-neveu d'un ancien vice-Premier ministre conservateur, Rab Butler, par la suite baron Butler of Saffron Walden ; l'arrière-grand-père de Welby, Sir Montagu Butler, était à la fois le père du baron Butler et de la grand-mère de Welby, Iris Butler.
Justin Welby a fait ses études à la St Peter's School, Seaford, et à Eton College, puis est allé au Trinity College de Cambridge, où il a passé une maîtrise en histoire et droit et fut nommé B.A. (licencié ès lettres) en 1978.
En 2016, le journal The Telegraph affirme que son père génétique est Sir Anthony Montague Browne (en). Celui-ci fut conseiller diplomatique de Winston Churchill quand la mère de Welby était l'une des secrétaires de l'ancien premier ministre britannique. Justin Welby fait alors un test ADN qui confirme cette affirmation. Il déclara qu'il n'était pas dérangé par cette découverte, mais a admis que cela avait été « une surprise complète », ajoutant : « Je sais que je trouve qui je suis dans Jésus Christ, et non dans la génétique, et mon identité ne s’en trouvera jamais changée. »
Justin Welby est francophone, et se dit francophile ; il possède par ailleurs une maison en Normandie, région qu'il apprécie particulièrement.

## Vie professionnelle
Welby a travaillé dans l'industrie pétrolière pendant onze ans, dont cinq à  la direction financière de d'Elf Aquitaine à  Paris entre 1978 et 1984. En 1984, il rentre au Royaume-Uni, devenant trésorier du groupe d'exploration pétrolière Enterprise Oil (en) à Londres, où il s’est surtout occupé de projets pétroliers en Afrique de l'Ouest et en mer du Nord. Il a pris sa retraite de son poste de direction en 1989 en disant qu'il avait senti que Dieu l’appelait à son service.

## Démission
Le 12 novembre 2024, Justin Welby annonce sa démission de ses fonctions d'archevêque de Cantorbéry,. Un rapport d'enquête, publié quelques heures plus tôt, lui reproche d'avoir couvert depuis 2013 une affaire de pédocriminalité qui a fait plus de 130 victimes et dont le mis en cause, l'avocat John Smyth (en), est mort avant d'avoir pu être jugé. Il démissionne le 6 janvier, jour de son 69e anniversaire. L'archevêque de York, Stephen Cottrell, prend temporairement la tête de l'Église d'Angleterre, jusqu'à nomination d'un nouvel archevêque de Cantorbéry.

## Distinctions
- Docteur honoris causa de l'Institut catholique de Paris (17 novembre 2016)[12]
- Chevalier grand-croix de l'ordre royal de Victoria (2024)[13],[14]